# الظهير (شمال سيناء)
الظهير إحدى قرى مركز الشيخ زويد التابع لمحافظة شمال سيناء بجمهورية مصر العربية.